# Пауль Гойфер
Пауль Гойфер (нім. Paul Heufer; 15 листопада 1886, Бад-Енгаузен — 20 червня 1968, Вісбаден) — німецький військовий чиновник, генерал-штабсінтендант вермахту (1 листопада 1941).

## Біографія
Учасник Першої світової війни, служив в Прусській армії. Після демобілізації армії залишений в рейхсвері. Під час Другої світової війни очолював відділ V5 ОКГ.

## Нагороди
- Столітня медаль (22 березня 1897)
- Медаль «За вислугу років у ландвері» (Пруссія)
  - 2-го класу (1902)
  - 1-го класу (1910)
- Орден Червоного орла 4-го класу (1911)
- Орден Грифона, почесний хрест (1912)
- Залізний хрест 2-го і 1-го класу
- Почесний хрест ветерана війни з мечами
- Медаль «За вислугу років у Вермахті»
  - 4-го, 3-го, 2-го і 1-го класу (25 років; 2 жовтня 1936) — отримав 4 нагороди одночасно.
  - особливого класу (40 років; 1939)